# Carl Eitz

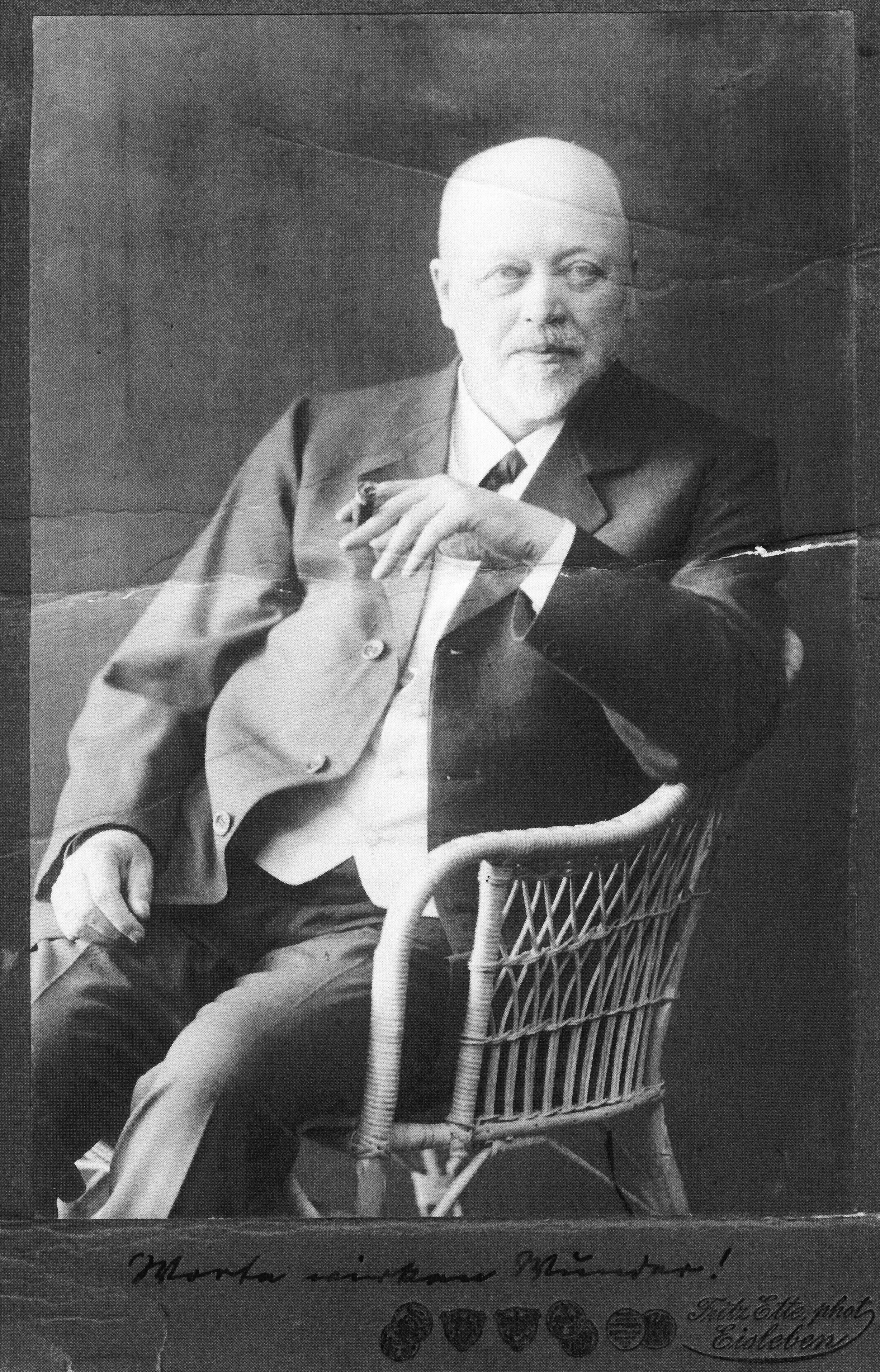
Carl Eitz - Worte wirken Wunder

Carl Andreas Eitz (* 25. Juni 1848 in Wehrstedt, Provinz Sachsen; † 18. April 1924 in Eisleben) war ein deutscher Akustiker und Musikpädagoge.

## Leben

### Zusammenfassung

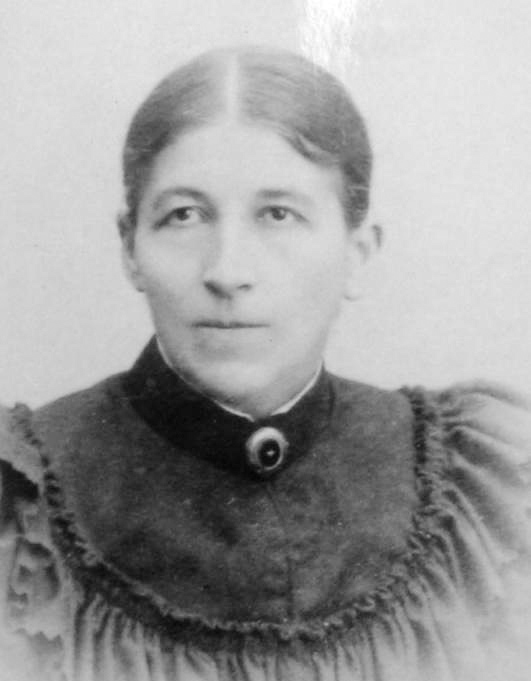
Adolphine J. D. Eitz

Carl Eitz war der Sohn eines Gärtners und zeigte in Teilgebieten von Mathematik und Physik eine Hochbegabung. Unter schwierigen Bedingungen wurde er Lehrer. Von 1870 bis 1872 war er Organist und Lehrer in Dalldorf, um dann über viele Jahre als Lehrer an der I. Eisleber Bürgerschule zu arbeiten, wobei er auch als Wissenschaftler tätig war. So erfand er das Tonwortsystem (Latonisation), das in vielen Schulen Deutschlands Anwendung fand, sowie das Reinharmonium, ein Harmonium mit mathematisch reiner Stimmung. Als Akustiker und Musikpädagoge war er auch von wissenschaftlichen Größen seiner Zeit wie Max Planck und Hermann von Helmholtz anerkannt. 
Über die Familie von Carl Eitz gibt es nur sehr wenige Aufzeichnungen. Sicher ist: Er war verheiratet mit Adolphine Johanna Dorothee, geb. Timme, die im Jahr 1916 starb. Aus der Ehe gingen sieben Kinder hervor, von denen drei noch in den Kinderjahren verstarben. Die überlebenden Kinder waren Lydia, Hans, Gertrud und Marie-Luise. Marie-Luise wurde als jüngste Tochter am 24. Mai 1888 geboren.

### Kindheit und Schulbildung
Carl Andreas Eitz erblickte am 25. Juni 1848 als erstes von drei Kindern des Gärtners Christoph Heinrich Eitz und seiner Frau Luise Elisabeth, geb. Glume, das Licht der Welt. Seine Eltern wohnten im Haus des Großvaters, der der letzte Kuhhirte von Wehrstedt war. Noch im Vorschulalter zog Carl mit seinen Eltern nach Halberstadt um. Hier besuchte er die Volksschule der reformierten Kirchengemeinde, wo er sich besonders für den Rechenunterricht begeisterte. Früh behinderte ihn jedoch ein ungenanntes Augenleiden sehr, das ihn auch oft von der Schule fernhielt. Als Eitz zehn Jahre alt geworden war, siedelten seine Eltern wieder nach Wehrstedt über. In der dortigen Volksschule erkannte sein Lehrer, Wilhelm Feuerstake, seine Begabung und stachelte seinen Wissenstrieb weiter an. Carl vertiefte seine Kenntnisse in der Arithmetik, Geometrie und Physik.
Feuerstake bemühte sich auch, dem vierzehnjährigen Eitz einen kostenlosen Platz am Halberstedter Gymnasium zu verschaffen. An eine solche sogenannte „Freistelle“ war aber die Bedingung geknüpft, dass die Eltern bis zum Abitur für angemessene Kleidung sorgten. Darauf konnte der Gärtner Christoph Eitz jedoch nicht eingehen. Der Plan wurde verworfen. Carl Eitz soll sich mit den Worten getröstet haben: „Alles, was man weiß, steht ja in den Büchern. Wenn du irgendwie zu Gelde kommst, kaufst du dir Bücher. Alles, was du daraus lernst, willst du einmal zum Nutzen deiner Mitmenschen anwenden.“

### Beruflicher Werdegang

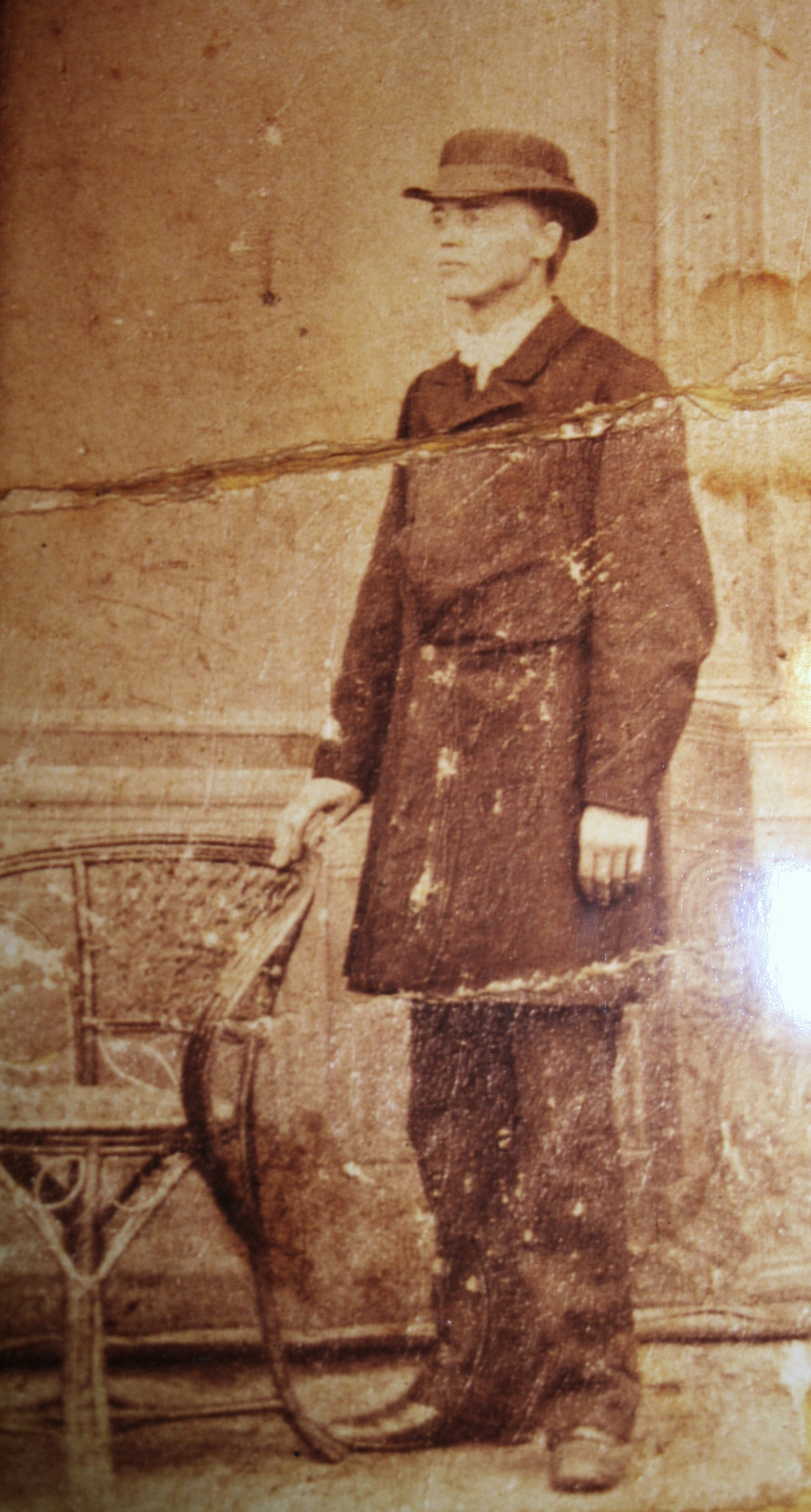
Carl Eitz als junger Mann

Nach seiner Konfirmation im Jahr 1863 verließ Carl Eitz die Schule und verdingte sich zunächst als Schreiber. Dann trat er als Kommis in das Weißwarengeschäft eines Kaufmanns ein. Hier fiel ihm bald die Aufgabe zu, Kundinnen in die Bedienung erworbener Nähmaschinen einzuführen. Infolge des Kriegsausbruchs verlor er 1866 seine Stellung im Geschäft.
Ein befreundeter Halberstädter Geistlicher vermittelte seine Aufnahme in das Brüderhaus in Reinstedt, wo Carl Eitz eine Lehrerstelle an der „Blödenanstalt“ übernahm. In dieser Zeit lernte er das Klavier- und Harmoniumspiel. Nach zwei Jahren schickte ihn die Anstalt als Hauslehrer zu dem geistig behinderten Sohn eines Magdeburger Fabrikbesitzers. In Magdeburg blieb Eitz ein Jahr lang. Hier nahm er Kontakt zu dem Schulprovinzialrat Trinkler auf, um zu erfahren, auf welchem Weg er in den Schuldienst gelangen könne. Trinkler übertrug ihm die Stelle eines Schulvikars in Gröningen mit der Verpflichtung, die Lehrerprüfung an einem Seminar später nachzuholen. Nach zwei Jahren wurde Eitz als Vikar an die Stadtschule in Wettin versetzt, und von hier aus legte er um Ostern 1872  die erste Lehrerprüfung am Seminar in Eisleben ab.
Nach der Prüfung besetzte er die zweite Lehrerstelle der Volksschule in Schochwitz. 1875  bestand Eitz in Eisleben auch die zweite Lehrerprüfung. Der Provinzschulrat Wöbke wurde auf ihn aufmerksam und versuchte, den Volksschullehrer für die Prüfung zum Mittelschullehrer zu gewinnen.  Der Oberlehrer Jütting bot ihm eine entsprechende Stelle an der Eislebener Realschule an. Eitz lehnte beide Ansinnen ab und bewarb sich stattdessen 1878 um eine Stelle an der ersten Bürgerschule (Grabenschule) in Eisleben. Der dortige Rektor Sommer, der den Bewerber bereits bei der Lehrerprüfung kennen gelernt hatte, unterstützte die Bewerbung aktiv, sodass Eitz ohne weitere Prüfungen angenommen wurde. Noch im selben Jahr zog Eitz nach Eisleben um, wo er bis zu seinem Lebensende bleiben sollte.

### Erfindungen
Von nun an sollte sich Eitz beruflich nicht mehr verändern. Er blieb Volksschullehrer in Eisleben.  Stattdessen versenkte er sich neben seiner Lehrertätigkeit ganz in die Wissenschaft. Zwar regte ihn der Naturwissenschaftler Johannes Kunze dabei an, er blieb jedoch im Wesentlichen ein Autodidakt, der gerne wissenschaftliches Neuland betrat. Es wurde ihm gestattet, im chemischen Laboratorium der Mansfelder Gewerkschaft zu verkehren. Der Gewerbeverein, dessen Mitglied er war, hatte eine stattliche Bücherei, die er häufig benutzte. Das Rechnen war seine Lieblingsbeschäftigung, und vor allem so, rechnend, ist er den Dingen seines Interesses auf den Grund gegangen. Er war eigentlich ein Mathematiker.
Berechnungen auf dem Gebiet der Wellen führten ihn schließlich auch zu den vier Erfindungen, mit denen er sich einen Namen machen konnte:
- die Wellenscheibe zur Veranschaulichung fortschreitender Longitudinalwellen
- die Wellenmaschine, ein Apparat zur Veranschaulichung stehender und fortschreitender Wellen
- das Reinharmonium mit 52 verschiedenen Tönen in jeder Oktave
- das Tonwortsystem für den Gesangsunterricht

#### Die Wellenscheibe

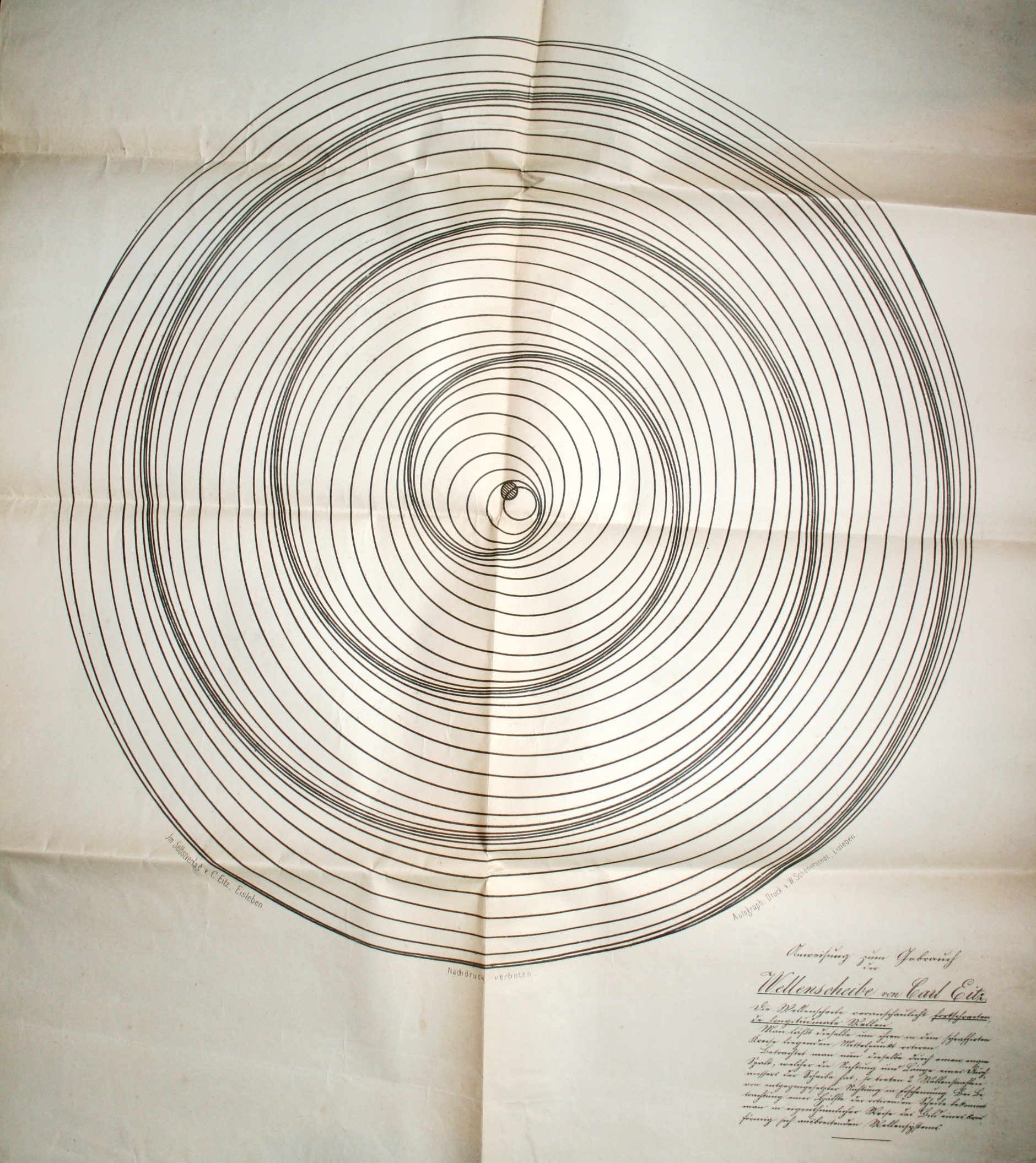
Eitz’sche Wellenscheibe; Poster mit Gebrauchsanleitung

Die Wellenscheibe war als Lehrmittel für den Unterricht an höheren Schulen gedacht. Auf dem Begleitposter zur Wellenscheibe ist zu lesen:
„Anweisung zum Gebrauch der Wellenscheibe von Carl Eitz - Die Wellenscheibe veranschaulicht fortschreitende longitudinale Wellen - Man lässt dieselbe um ihren in dem schraffierten Kreise liegenden Mittelpunkt rotieren. - Betrachtet man nun dieselbe durch einen engen Spalt, welcher die Länge und die Richtung eines Durchmessers der Scheibe hat, so treten 2 Wellen von entgegengesetzter Richtung in Erscheinung. Bei Betrachtung einer Hälfte der rotierenden Scheibe bekommt man in eigentümlicher Weise das Bild eines kreisförmig sich ausbreitenden Wellensystems.“

#### Die Wellenmaschine

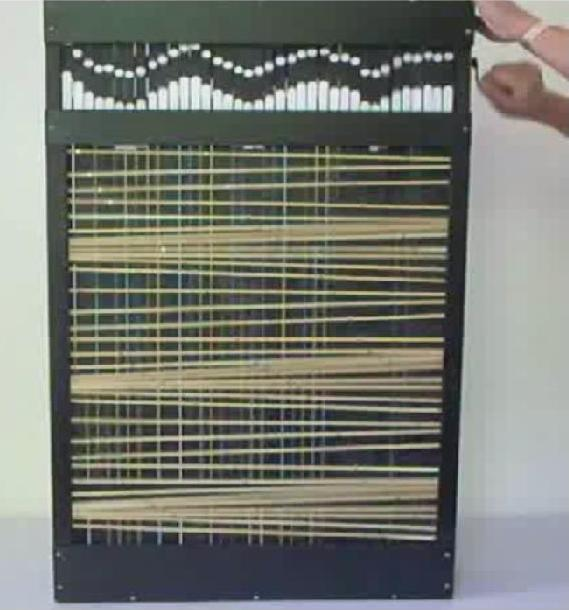
Die Eitz’sche Wellenmaschine aus der physikalischen Sammlung des Martin-Luther-Gymnasiums in Eisleben

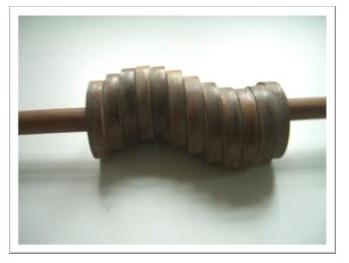
Die Nockenwelle der Wellenmaschine

Im Jahr 1882 konstruierte Carl Eitz seine Wellenmaschine, die in den Folgejahren von fast allen Hochschulen und vielen höheren Schulen als Lehrmittel erworben wurde.
Eitz baute den Apparat als Anschauungs- und Demonstrationsobjekt für den Physikunterricht.  Mit ihm können sowohl transversale und longitudinale fortlaufende Wellen, als auch transversale und longitudinale stehende Wellen demonstriert werden. Auf der Vorderseite des kastenförmigen Geräts (55 × 25 × 11 cm) sind zwei verschiedene Wellenfelder zu sehen, von denen das obere Transversalwellen und das untere Longitudinalwellen anzeigt. Zu sehen sind 37 vertikale Leisten im oberen Feld und 37 horizontale Leisten im unteren Feld, die in einem komplizierten Mechanismus miteinander verbunden sind. Die Leisten können mittels einer Kurbel über eine Nockenwelle in wellenartige Bewegungen versetzt werden.
Eitz ließ sich diese Erfindung am 27. Januar 1881 patentieren (Patent-Urkunde Nr. 14858).
Noch heute gibt es mindestens eine funktionierende Wellenmaschine. Sie befindet sich in der physikalischen Sammlung des Martin-Luther-Gymnasiums Eisleben.

#### Das Reinharmonium
Im Jahr 1881 veröffentlichte Eitz seine Erkenntnisse aus dem Studium der Tonwellen in einem kleinen Büchlein mit dem Titel: Das mathematisch reine Tonsystem. Darin setzte er sich mit der Tatsache auseinander, dass bis heute gerade bei Tasteninstrumenten eine gleichbleibend-temperierte Stimmung üblich ist, bei der jede Oktave in zwölf gleich weit voneinander entfernte Halbtöne unterteilt ist. Daraus ergeben sich allerdings Abweichungen von einer physikalisch-mathematisch bestimmbaren reinen Stimmung. Die Instrumente mit temperierter Stimmung sind also gegenüber der reinen Stimmung etwas verstimmt.
Eitz fasste den Plan, ein reingestimmtes Piano bauen zu lassen. Er plante für dieses Instrument eine Unterteilung jeder Oktave in 52 Einzeltöne. Das Kultusministerium lehnte jedoch eine finanzielle Förderung der Konstruktion eines Prototyps ab, die der Erfinder im Jahr 1888 beantragt hatte. Hermann von Helmholtz, ein angesehener Professor für Physik, der sich an der Berliner Universität ebenfalls mit dem Problem der reinen Stimmung befasste, wurde durch die Schrift Das mathematisch reine Tonsystem auf Eitz aufmerksam. An ihn wandte sich der Eislebener Volksschullehrer in einem Brief vom 2. September 1889, um von ihm die Unterstützung für den Bau eines reingestimmten Harmoniums zu erbitten, welches „nicht allein als Musikinstrument, sondern auch in ausgiebiger Weise zur Demonstration der Harmonielehre und auch der historischen Entwicklung der Tonleitern benutzt werden kann.“
Eitz wurde zur Berliner Universität geladen und durfte dem Physiker dort sein Vorhaben vorstellen. Helmholtz soll nach dem Vortrag kein Wort geäußert und erst nach langem Nachdenken gesagt haben: „Endlich einmal etwas Vernünftiges, Herr Eitz, das Reinharmonium [...] wird gebaut!“  Helmholtz veranlasste daraufhin den damaligen preußischen Ministerialdirektor Althoff im Kultusministerium, den Bau des Instrumentes durch die Firma Schiedmayer mit staatlichen Mittel zu fördern.  Dieses erste Reinharmonium nach dem Eitz'schen Konzept stand lange im Institut für Experimentalphysik in Berlin, bevor es vermutlich im Jahre 1926 in das Inventar des Berliner Musikinstrumentemuseums überging.  Im Zweiten Weltkrieg ging der Prototyp verloren.
Es wurden allerdings noch zwei weitere baugleiche Instrumente gebaut. Davon ist eines an das kaiserlich russische Hoforchester in St. Petersburg geliefert worden, das andere hat bis heute seinen Platz im Magazin des Deutschen Museums in München (Inventar-Nummer des Objekts: 36245). Ein Foto von der Tastatur dieses Reinharmoniums kann im Einzelnachweis Nr. 10 zu diesem Artikel betrachtet werden. Ferner baute die Pianofabrik Schiedmayer nach den Instruktionen von Carl Eitz noch eine Anzahl kleinerer Reinharmoniums.
Auf Anordnung des Kultusministeriums führte Eitz sein Reinharmonium 1892 zunächst in der Urania (Berlin) und dann auf der  Wiener Musik- und Theaterausstellung vor.  Ein Jahr später spielte Max Planck auf dem Eitz’schen Reinharmonium und sprach der Erfindung in einem Vortrag vor der Physikalischen Gesellschaft seine Anerkennung aus.

#### Das Tonwortsystem

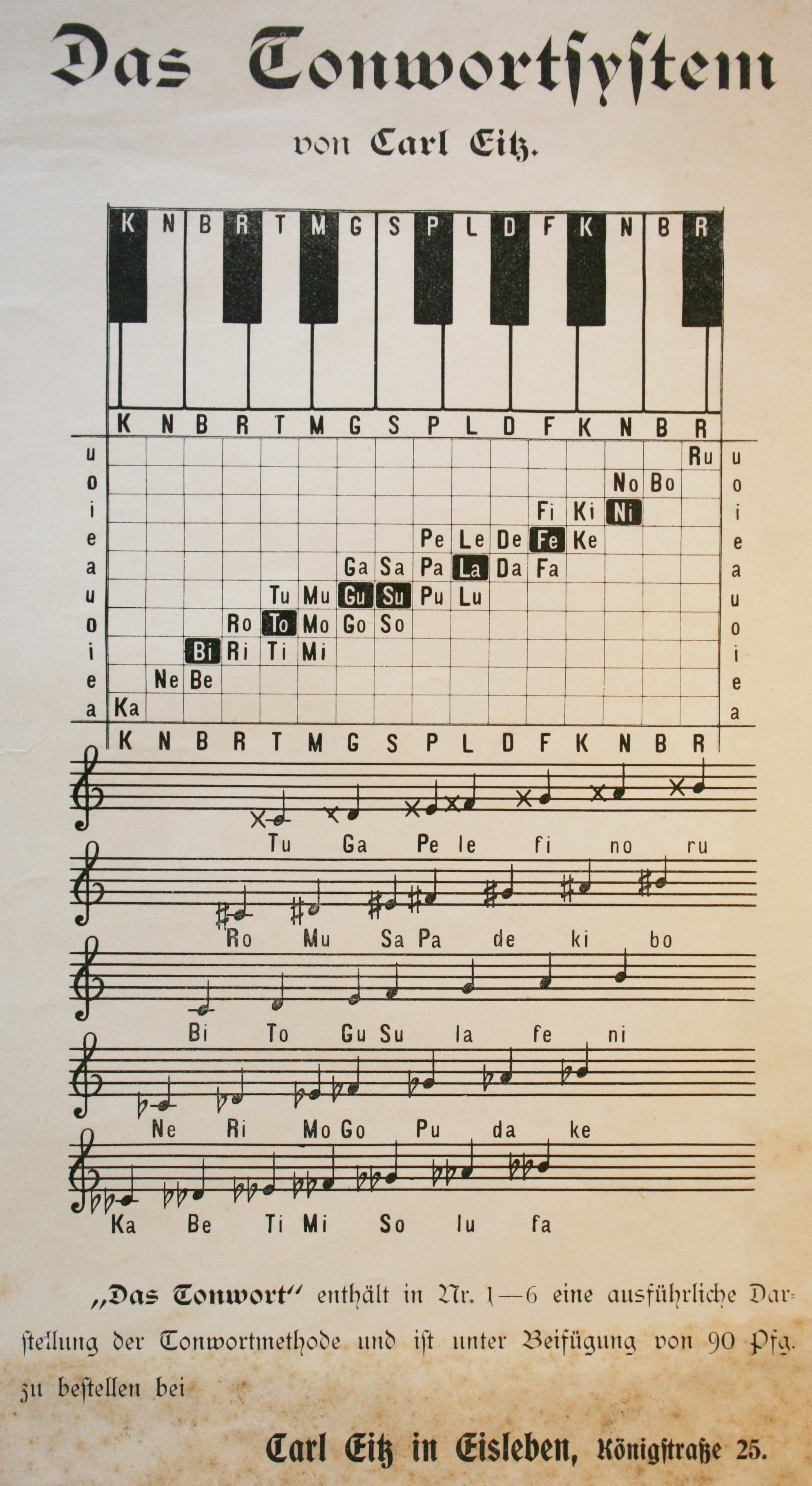
Das Tonwortsystem; Einlegeblatt in der Zeitung Das Tonwort, die Eitz selbst herausgab

Für den Gesangsunterricht ersann Eitz ein Tonwortsystem, das er erstmals 1896 in seiner Schrift Die elementare Gestaltung eines fruchtbaren Gesangunterrichts veröffentlichte. Eitz ging dabei davon aus, dass das Singen auf Tonnamen die denkmäßige Verarbeitung und das musikalische Gedächtnis der Schüler erheblich mehr unterstützt als die gebräuchlichen Notenbezeichnungen. Er schrieb dazu: „Die logisch-begriffliche Unvollkommenheit der Notenschrift liegt darin, dass man die sieben Töne der C-Dur-Tonleiter zu ihrer Grundlage gewählt hat. Diese Reihe in ihrem Wechsel von Ganz- und Halbtonschritten ist von vorneherein dazu ungeeignet. Die Ableitung der übrigen Tonleitern durch Anwendung der Kreuz- und Be-Zeichen bewirkt eine weitere Verzerrung des Begrifflichen bis zur Unbegreiflichkeit.“
In dem Eitz'schen Tonwortsystem hat jeder Ton einen eigenen Namen, der aus zwei Lauten zusammengesetzt ist. Der voranstehende Konsonant bezeichnet die chromatische Stufe, der nachfolgende Vokal die enharmonische Stufe des Tons. Daraus ergeben sich Konsequenzen für die Unterrichtsmethode, die das Singen mit diesen neuen Tonnamen praktiziert.
Dieses System brachte Eitz mit der reinen Stimmung in Beziehung, wodurch er sich in der Gehörbildung von der nivellierenden Gleichstufigkeit der modernen Stimmung absetzte und zu genauem Hören befähigte. In seinen sogenannten Tonalitätsübungen sah Eitz einen weiteren Baustein seiner Methode.
Mit seiner Tonwortmethode erntete der Eislebener Volksschullehrer nicht nur Anerkennung, sondern löste auch eine heftige zeitgenössische Debatte um die richtige Methode im Gesangsunterricht aus.

## Sprüche und Zitate von Carl Eitz
- „Sorgt in erster Linie dafür, dass ihr einen Beruf habt, der für euch und eure Kinder Brot schafft. Wenn euch Liebhabereien und Bestrebungen anfechten, die euch Kopf und Herz warm machen, so pflegt sie in Euren Mußestunden. Wenn etwas Vernünftiges dahinter steckt, springt unversehens Erfolg heraus.“[1]
- „Die Vernunft steckt in den Dingen.“[11]
- „Religion ist das Sichverbundenfühlen mit dem All, mit dem unerforschlichen Welthintergrunde, der Allvernunft, der Allseele - mit der Natur. Das Gefühl solchen Verbundenseins zu pflegen oder zu schaffen sollte Aufgabe aller Religionsbestrebungen sein.“[11]
- „Keine Sorge haben, sondern der Allvernunft vertrauen.“[11]
- „Keine Reue haben, sich mit dem Unabänderlichen abfinden, sich gegen das Leid wehren, es überwinden.“[11]
- „Alle Mache, um der Sache willen, verachten und bekämpfen.“[11]

## Ehrungen

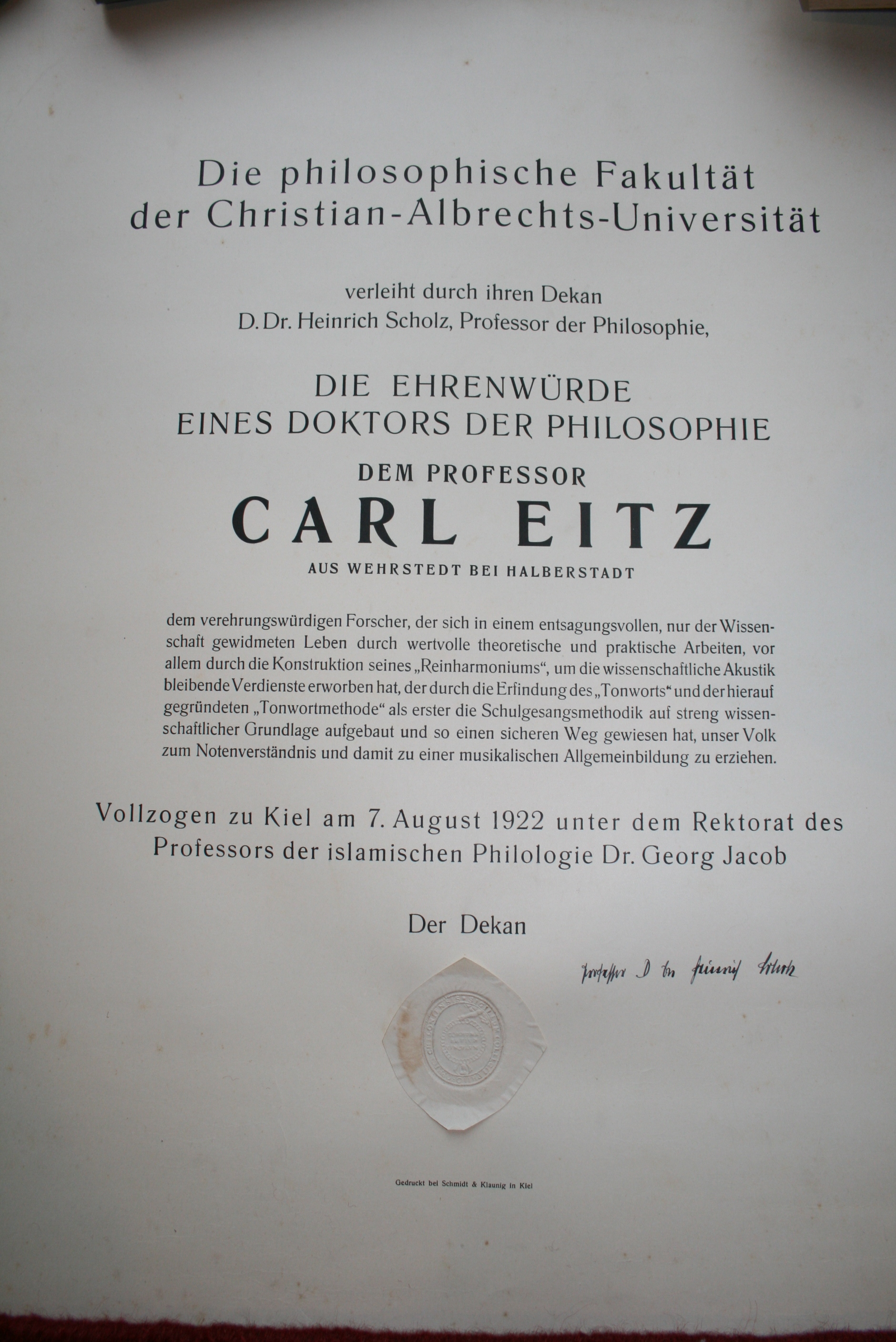
Die Urkunde zur Würdigung als Ehrendoktor

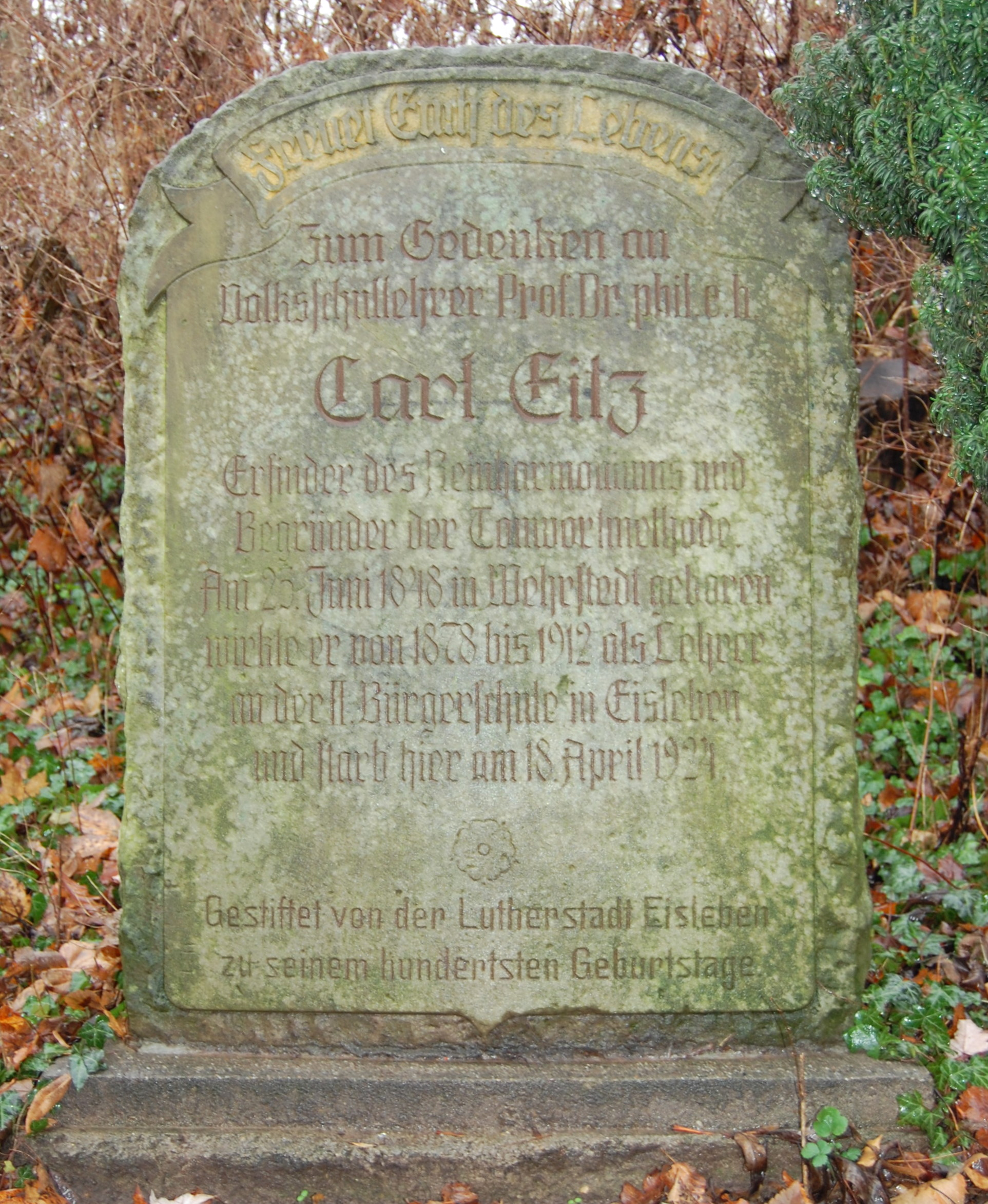
Gedenkstein in der Lutherstadt Eisleben

Zum 70. Geburtstag verlieh das preußische Kultusministerium dem Erfinder den Professorentitel. Die Stadt Eisleben setzte ihm eine Ehrenpension aus und benannte eine Promenade als Carl-Eitz-Weg. Am 7. August 1922, also rund 20 Monate vor seinem Tod, erhielt Eitz von der Universität Kiel die Ehrenwürde eines Doktors der Philosophie.
1948 stiftete die Stadt Eisleben einen Gedenkstein anlässlich des 100. Geburtstages des Pädagogen. Der Carl-Eitz-Stein wurde am Fuße des Scherbelberges aufgestellt.  Auf dem Neuen Friedhof, an der oberen Westwand, wurde eine Büste als Grabmal angebracht. Auf dem dazugehörigen Relief werden singende Kinder dargestellt. Darüber befindet sich der Spruch: FREUET EUCH DES LEBENS.
Die Carl-Eitz-Schule in Pinneberg ist nach dem Erfinder des Tonwortsystems benannt.

## Werke
- Das mathematisch-reine Tonsystem, Verlag Breitkopf und Härtel, Leipzig 1891.
- Die elementare Gestaltung eines fruchtbaren Gesangunterrichts, 1896.
- Das Tonwortsystem und sein Verhältnis zu den in der Musik bestehenden drei Stimmungsarten nämlich der reinen Quintenstimmung, der temperierten und der natürlichen-reinen Stimmung., Broschüre deutsch-englisch, Verlag Breitkopf und Härtel, Leipzig 1905.
- Die Schulgesangmethoden der Gegenwart, Leipzig 1906.
- Bausteine zum Schulgesangsunterricht im Sinne der Tonwortmethode, Verlag Breitkopf und Härtel, Leipzig 1911.
- Deutsche Singfibel, Leipzig 1913.
- Hundert geistliche Liedweisen in Tonsilben gesetzt
- Zurückweisung einiger Einwände gegen die Tonwortmethode, Berlin 1913.
- Der Gesangunterricht als Grundlage der musikalischen Bildung,  Verlag Julius Klinkhardt, Leipzig, 1914.
- Vom Solmisieren. Ein zuverlässiger Weg zum Singen vom Blatt., Stuttgart 1918.
- Merktafel für Noten und Tonworte, Eisleben 1924.
- Das Tonwort. Bausteine zur musikalischen Volksbildung., Leipzig 1928.

## Zeitungsartikel
- Instrumentenspiel und musikalische Bildung. In: Der deutsche Instrumentenbau, Berlin-Schöneberg 1899.
- Instrument und Tonname. In: Der deutsche Instrumentenbau, Berlin-Schöneberg 1899.
- Hebt die musikalische Bildung. In: Blätter für deutsche Erziehung, Berlin-Friedrichshagen 1901.
- Anweisung der Mütter zur musikalischen Erziehung ihrer Kinder. In: Deutsche Hausfrauen-Zeitung, Berlin 1902.
- Gesangunterricht in den englischen Volksschulen. In: Londoner Zeitung, London 1905.
- Ein bequemes Maß für die natürlich-reinen Tonverhältnisse. In: Die Stimme, Berlin 1907.
- Treffübungen in Gesangvereinen. In: Musikzeitung, Berlin 1907.
- Die Noten und deren Namen im Schulgesangsunterrichte. In: Rheinische Musik- und Theaterzeitung, Köln 1907.
- Die Tetrachorde in der Tonleiter. In: Die Stimme, Berlin 1907.
- Der Gesangunterricht in der Volksschule, Theorie und Praxis. In: freie Bayerische Schulzeitung, Würzburg, 11. Mai 1911.
- Der Schulgesangunterricht als Grundlage der musikalischen Bildung des Volkes. In: Deutsche Revue, Stuttgart im Juni 1921.

## Der Nachlass - veröffentlicht 2012

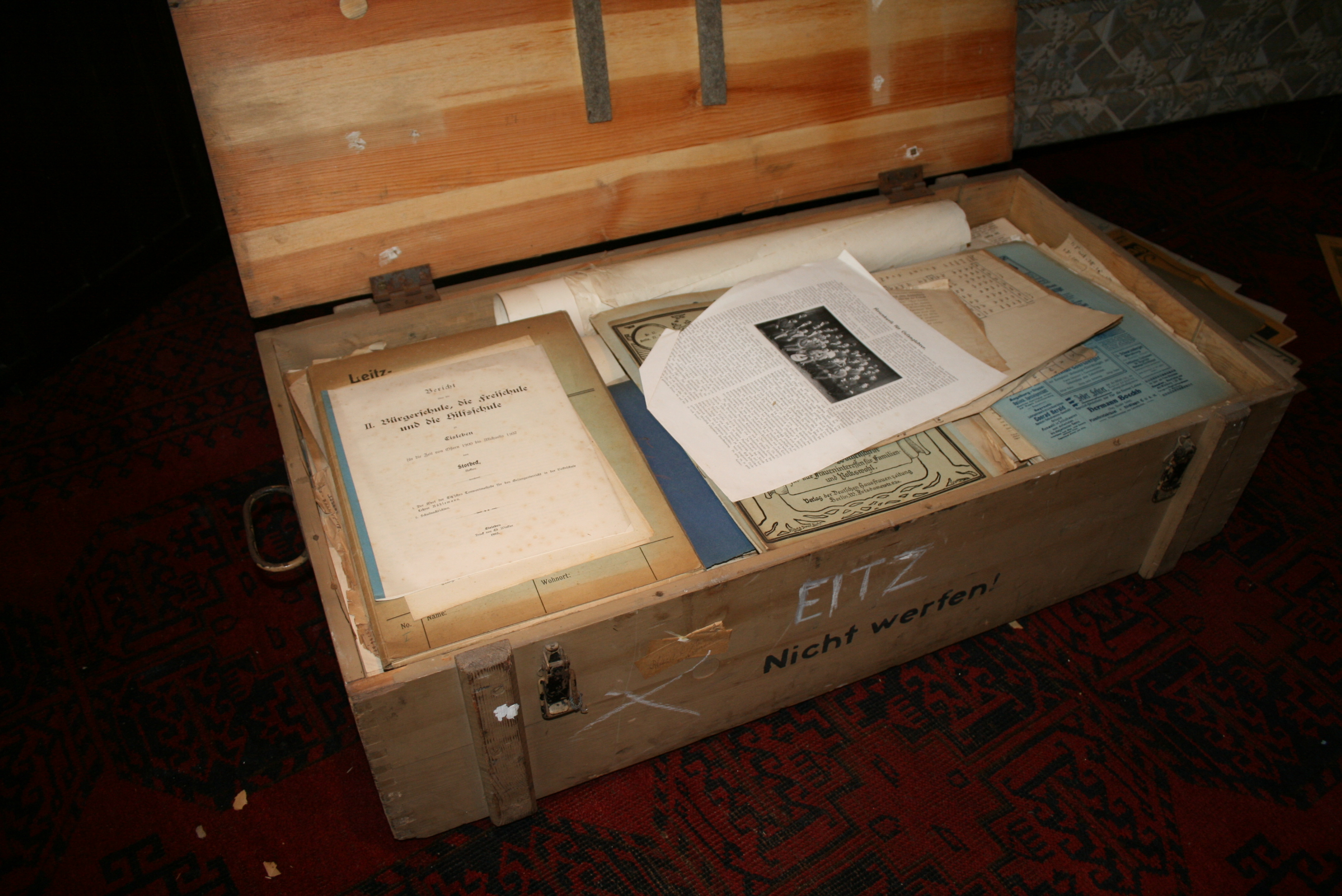
Der Nachlass von Carl Eitz - Er hat den Zweiten Weltkrieg und die deutsche Teilung in einer Munitionskiste überstanden.

Im Jahr 2008 ist der Nachlass von Carl Eitz von der Familie an das Stadtarchiv der Lutherstadt Eisleben übergeben worden. Es handelt sich um Zeugnisse, Patenturkunden, Fachliteratur, fachliche Aufzeichnungen, Fotografien, Gedichte und Schriftverkehr aller Art. Nach mühsamer Sichtung des umfangreichen Materials ist der Nachlass seit Februar 2012 in elf Archivkartons (Nr. D XXXVIII 56 bis Nr. D XXXVIII 61 II) untergebracht und steht jetzt für Forschungszwecke zur Verfügung. Bilder von dem Material sind auf Wikimedia veröffentlicht.